# Ньюрі (Північна Ірландія)
Нью́рі (англ. Newry, ірл. Iúr Cinn Trá) — четверте за величиною місто (city) у Північній Ірландії і восьме на острові Ірландія. Знаходиться за 60 км від Белфаста і за 108 км від Дубліна. Через місто протікає річка Кланрай. Місто було засноване 1144 року поруч з цистерціанським монастирем і є одним з найстаріших у Північній Ірландії. За даними на 2001 рік у місті проживає 27430 чоловік. Статус міста було надано Ньюрі 2002 року на честь святкування золотого ювілею правління королеви Єлизавети II.

## Відомі жителі
- У Ньюрі народився 7 січня 1977 року режисер-мультиплікатор Томм Мур.